# Dictionnaire géographique de la Suisse

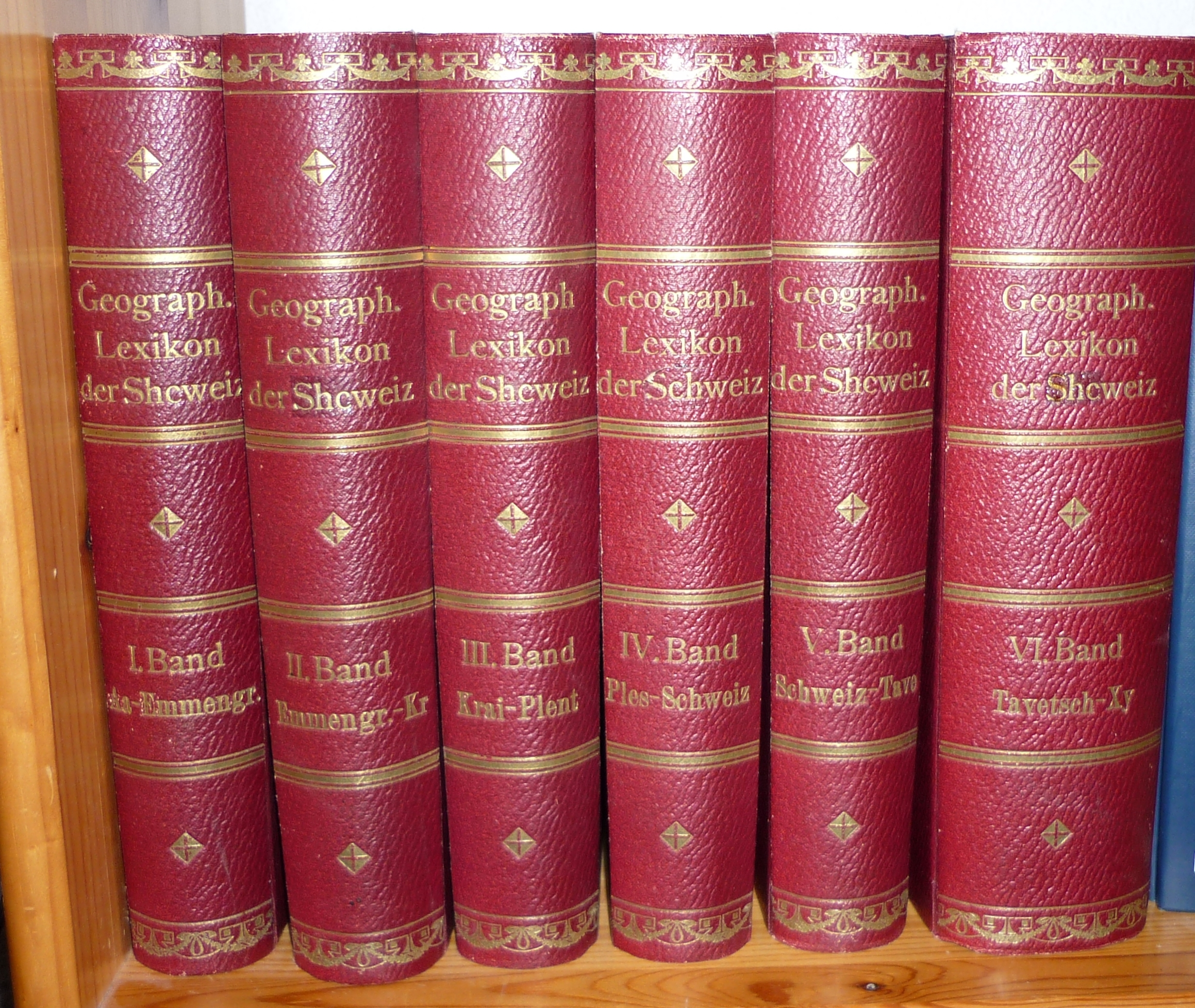
Ensemble des six volumes de la version allemande.

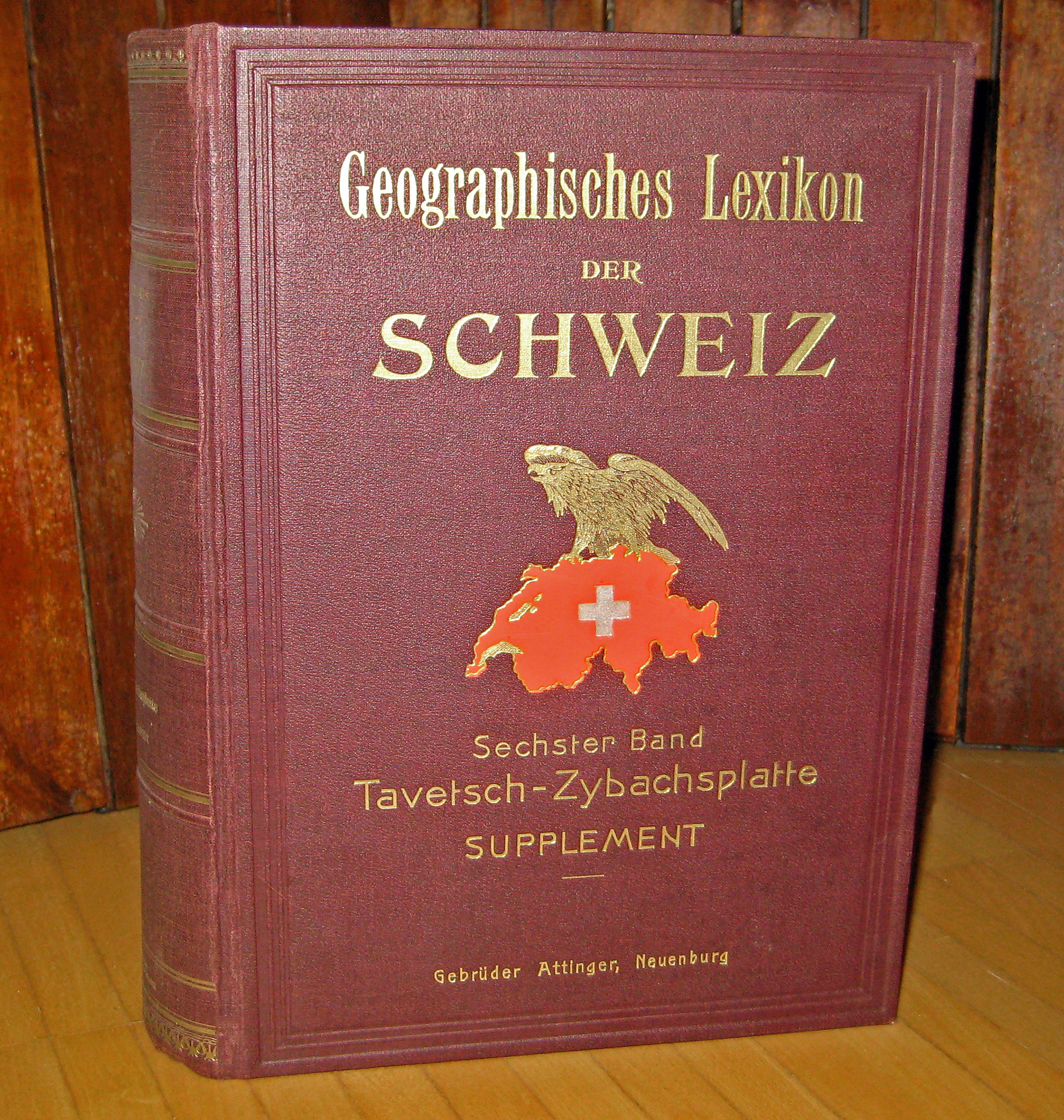
Couverture du de la version allemande.

Le dictionnaire géographique de la Suisse est un dictionnaire géographique suisse.
Publié sous les auspices de la société neuchâteloise de géographie et sous la direction de Charles Knapp avec des collaborateurs de tous les cantons, il compte 6 tomes et a paru à Neuchâtel aux éditions Attinger Frères entre 1902 et 1910.

## Contenu
Le dictionnaire « aspire à donner une description précise, minutieuse même, mais pratique, d’une consultation facile, de toutes les parties du territoire suisse, au point de vue physique (montagnes, plaines, vallées, lacs, cours d’eau, etc.) et  au point de vue social et politique (hameaux, villages, communes, districts, cantons, industrie, commerce, population, etc.) ». Il contient des cartes et des plans dans le texte, ainsi que des cartes en couleur hors texte.
Selon le vœu du comité de rédaction cette œuvre est « une encyclopédie … destinée à rester, pendant de longues années, une source utile à consulter à laquelle devront avoir recours tous ceux qu’intéresse l’étude de notre patrie ». Cent ans après le dictionnaire géographique de la Suisse est toujours considéré comme une œuvre de référence dans son domaine[réf. nécessaire].